# Система «А»
Система «А» — первый в СССР экспериментальный комплекс стратегической противоракетной обороны. Развёрнут в 1955—1960 годах на специально построенном полигоне ГНИИП-10 (Полигон «А», «Сары-Шаган»). Крупный системный проект, значительно опередил своё время по массе технических новшеств и сыграл решающую роль в дальнейшем развитии противоракетных систем СССР.
4 марта 1961 года противоракетой В-1000 Системы «А» впервые в мире осуществлён перехват боеголовки баллистической ракеты средней дальности Р-12 (8К63).
Главный конструктор комплекса — Григорий Васильевич Кисунько.

## Предыстория

#### Первые баллистические ракеты[1]
Впервые с проблемой ПРО столкнулась Англия в период Второй мировой войны, подвергавшаяся обстрелам со стороны Германии крылатыми ракетами ФАУ-1 и первыми боевыми баллистическими ракетами (БР) ФАУ-2. Задача борьбы с ФАУ-1 была в целом решена средствами противосамолётной обороны. Задача борьбы с ФАУ-2 решения не получила, средств воздействия на баллистическую ракету (БР) в полёте не существовало, единственное противодействие заключалось в выявлении и периодических бомбардировках стартовых площадок и ракетных заводов. С аналогичной проблемой могли столкнуться и США в случае затягивания войны и успешном создании Германией перспективных ракет большой дальности А-9/А-10.

#### Проект Г. М. Можаровского[2]
В СССР первые исследования возможности создания противоракетной обороны (ПРО), проводились в 1945—1949 годах в рамках проекта «Анти-Фау». В Академии им. Жуковского силами бюро спецтехники под руководством Георгия Мироновича Можаровского был разработан проект противоракетной обороны района, состоящей из РЛС дальнего обнаружения, РЛС ближнего сопровождения цели, счетно-решающего прибора и противоракеты, в качестве которой предполагалось использовать специально разработанные «торпеды-истребители» с системой самонаведения и неядерной управляемой боевой частью. В НИИ-20 Наркомата вооружений для целей ПРО разрабатывался эскизный проект мощной РЛС «Плутон» с дальностью более 1000 км. Проекты не получили практического продолжения по ряду причин:
- Боевые возможности баллистических ракет на тот момент были не настолько высоки, чтобы представлять непосредственную угрозу. Они не могли нести ядерный заряд, для неядерных боевых частей имели слишком низкую точность.
- В результате исследований выявилась запредельно высокая сложность задач для техники того времени, новизна проблем, недостаток фундаментальных исследований и надёжных экспериментальных данных, на которые можно опереться в работе.
- С августа 1950 года основные усилия разработчиков были направлены на создание системы ПВО Москвы «Беркут» (С-25)[3] против бомбардировочной авиации, являвшейся на тот момент единственным средством доставки ядерных зарядов. Для одновременной работы над двумя сложными и дорогостоящими проектами систем ПВО и ПРО не было ресурсов.

#### «Письмо семи маршалов»
В начале 1950-х проблема противоракетной обороны (ПРО) обнаружилась особенно остро. В США началась разработка баллистических ракет «Тор» и «Юпитер» с дальностью 2800 км и боеголовками мощностью 1,0 — 1,5 Мт. Размещение таких ракет на военных базах в Турции, Италии и Англии (это произошло в начале 60-х) позволяло полностью держать под прицелом европейскую часть СССР. Межконтинентальная баллистическая ракета с ядерным снаряжением становилась абсолютным оружием ввиду обладания огромными поражающими возможностями, неуязвимостью в полёте и возможностью применения с недосягаемых дальностей, скрытно и внезапно.
В августе 1953 года в ЦК КПСС поступило официальное обращение высшего военного руководства СССР, так называемое «письмо семи маршалов». Обращение подписали: начальник Генерального штаба МО В. Д. Соколовский, 1-й зам. министра обороны Г. К. Жуков, зам. министра обороны A.M. Василевский, командующий артиллерией М. И. Неделин, Председатель Военного совета МО И. С. Конев, командующий ПВО К. А. Вершинин и заместитель командующего ПВО Н. Д. Яковлев. В письме говорилось:
В ближайшее время ожидается появление у вероятного противника баллистических ракет дальнего действия как основного средства доставки ядерных зарядов к стратегически важным объектам нашей страны. Но средства ПВО, имеющиеся у нас на вооружении и вновь разрабатываемые, не могут бороться с баллистическими ракетами…

#### Возобновление НИР по противоракетной тематике
В сентябре 1953 года письмо маршалов обсуждалось на Научно-техническом совете Третьего главного управления при Совете Министров СССР (НТС Главспецмаша). На фоне скептических и резко отрицательных оценок многих известных учёных («Это такая же глупость, как стрельба снарядом по снаряду»- член-корреспондент АН СССР А. Л. Минц, «Неимоверная чушь, глупая фантазия предлагается маршалами. Это просто неразрешимые ребусы и только» — главный конструктор С-25 А. А. Расплетин), тему ПРО активно поддержал молодой (34 года) руководитель радиотехнического отдела № 31 КБ-1, полковник Григорий Васильевич Кисунько. Опираясь на проведённые им расчёты, он высказал уверенность, что создание РЛС, способных обнаруживать и сопровождать баллистические ракеты, в ближайшее время возможно. Результатом стало решение о начале поисковых работ в КБ-1 (руководители А. С. Елян, С. М. Владимирский) и Радиотехническом институте АН СССР (директор А. Л. Минц).
При активной поддержке министра оборонной промышленности СССР Дмитрия Устинова последовал ряд постановлений высшего руководства страны, приведших к резкому росту масштаба работ.
В декабре 1953 года в КБ-1 под руководством доктора технических наук Н. А. Лившица создана лаборатория по изучению проблем ПРО. В начале 1955 года выработана концепция начального этапа, в основе которого лежала идея создания полигонного комплекса в качестве экспериментальной базы для получения научного задела построения боевой противоракетной системы.
7 июля 1955 года вышел приказ министра оборонной промышленности Д. Ф. Устинова о создании в составе КБ-1 целевого подразделения с задачей проведения НИР в области противоракетной обороны — СКБ-30.

#### Проект системы «А»
В первом квартале 1956 г. СКБ-30 разработало эскизный проект системы ПРО и уточнённый аппаратурный перечень её технологических средств.
В отличие от концепции Можаровского, самонаведение противоракет не применялось, поскольку уровень техники тех лет не позволял создать систему самонаведения, способную работать со столь малоразмерными и скоростными целями. Кроме того, радиолокационные характеристики боеголовок баллистических ракет не были изучены. Управление перехватом возлагалось на наземный вычислительный комплекс, связанный радиокомандными линиями с противоракетой, радиолокаторами сопровождения цели и радиолокаторами противоракеты. Проблема высочайшей точности радиолокационного сопровождения (допустимая ошибка несколько метров на дальностях до 100 километров) решалась одновременным использованием трёх разнесённых на местности радиолокаторов в комплексе с обработкой сигнала на ЦЭВМ в режиме реального времени (метод трёх дальностей). В системе назначена фиксированная высота перехвата 25 км. Более высокая граница требовала разработки принципиально новой ракеты заатмосферного перехвата, что являлось целью следующего этапа, более низкая граница была невозможна, так как взрыв ядерных боеголовок БР мог происходить на высотах до 10 км. По этой же причине для противоракеты разрабатывалась неядерная боевая часть (БЧ), с 1956 года, в КБ-11 (Арзамас-16) проводились эксперименты по обстрелу ГЧ баллистической ракеты Р-5 с ядерным зарядом высокоскоростными осколками.
17 августа 1956 г. вышло постановление ЦК КПСС о создании экспериментальной системы противоракетной обороны и полигона для неё в районе озера Балхаш. Система ПРО в постановлении получила условное наименование Система «А», полигон — Полигон «А». Главным конструктором назначен Григорий Васильевич Кисунько.

## Развёртывание комплекса на Балхашском полигоне
Создание противоракетной обороны рассматривалось руководством СССР как одна из важнейших стратегических задач, выполнение которой должно обеспечить долговременную стабильность государства и работы по созданию системы «А» отличались высокой интенсивностью.
В начале 1956 года, специальной комиссией, для размещения полигона и системы ПРО был выбран район Карагандинской и Джамбульской областей Казахской ССР в пределах восточной и центральной части пустыни Бетпак-Дала (Голодная Степь), западнее озера Балхаш. Здесь планировались точки падения боевых блоков перспективных баллистических ракет, запускаемых с полигонов Капустин Яр и Плесецк. Позднее, полигон получил неофициальное название Сары-Шаган, по имени ближайшего населённого пункта.
В марте 1956 г. военными топографами проведена рекогносцировка размещения объектов полигона.
5 июля 1956 на станцию Сары-Шаган прибыло руководство 32-го управления инженерных работ (УИР-32) во главе с начальником строительства полковником А. А. Губенко и начали прибывать эшелоны со строительными батальонами и техникой.
30 июля 1956 года издана директива Генерального штаба ОРГ/6/40258 о формировании Государственного научно-исследовательского испытательного полигона № 10 (ГНИИП № 10, в/ч 03080) и подчинении его 4-му Главному управлению МО СССР. Этот день считается днём создания полигона и годовым праздником в/ч 03080.
17 августа 1956 г. постановление Совета Министров СССР определило состав кооперации разработчиков системы ПРО. Головной разработчик — КБ-1 (СКБ-30), Г. В. Кисунько, Противоракета — МКБ «Факел», (П. Д. Грушин). РЛС дальнего обнаружения — НИИДАР, В. И. Марков. ЭВМ — ИТМ и ВТ, (С. А. Лебедев). Связь и передача данных — ЦНИИС (С. А. Аджемов), МНИРТИ (Ф. П. Липсман). Для координации, при 4-м Главном Управлении Министерства обороны организовано специальное заказывающее управление (М. Г. Мымрин, М. И. Ненашев). Для изготовления и монтажа технических средств были созданы новые производственные мощности и монтажно-настроечные организации: ГПТП «Гранит» (В. Н. Казанцев), Спецуправление Минрадиопрома (В. Г. Дудко), Минмонтажспецстрой (Б. В. Бакин) и др.
Работы на полигоне начались с создания головных объектов: станция Сары-Шаган, разъезд «137 км» (базы подрядчика), площадка № 2 (радиолокатор экспериментальный РЭ-1), «полуостров» площадка № 4в (будущий город Приозёрск). Масштабы развёрнутых работ вскоре превзошли Тюратам, Капустин Яр и Семипалатинск. К началу 1957 года на объектах работало 75 строительных батальонов (около 40 000 чел.), 5000 ед. автотранспорта, и сотни единиц строительной техники. Строительство площадок начиналось с землянок и палаток, затем возводились временные щитовые казармы СР-2 и капитальные строения. Работы осложнялись острой нехваткой качественной воды и резко континентальным климатом с жарой, пыльными бурями летом, сильными морозами (до −40 °C) и ветрами зимой.
К середине 1957 года общая численность военных строителей и представителей промышленности на полигоне достигла 150 000 чел. Велось сооружение 332 постоянных зданий на 18 площадках. Развернулось масштабное строительство города Приозёрск. Большая скученность людей, необустроенность и нехватка воды вызвала вспышку дизентерии, пик которой пришёлся на 1957—1958 годы, заболеваемость пошла на спад к 1960 году, после создания сети насосных станций (артезианских и на Балхаше) с фильтрацией, хлорированием водоводами и канализацией.
Параллельно заканчивалось производство оборудования в НИИ заводах-изготовителях кооперации. Вся основная аппаратура первоначально поступала на специально созданный на базе СКБ-30, КБ-1 и ИТМ и ВТ, Московский комплексный стенд системы «А» (МКС). Элементы состыковывались через штатную систему передачи данных (СПД) и настраивалась по подсистемам в имитационном режиме с использованием макета ЭВМ М-40 в здании ИТМ и ВТ и электронной модели противоракеты В-1000. На стенде проводилась первичная проверка и отладка режима работы и алгоритмов функционирования системы «А», выявлялись и исправлялись ошибки и несостыковки элементов комплекса, совершенствовались частные алгоритмы общей боевой программы. Комплексные работы на МКС велись в течение 1957—1958 гг.

К середине 1958 года основные строительно-монтажные работы в рамках системы «А» были завершены, построено около 30 технических площадок с системами жизнеобеспечения, связи и сеть дорог.
К осени 1959 года все семь функциональных элементов системы были подключены к СПД, была введена в строй управляющая ЭВМ М-40, создались условия для начала испытаний.

## Этапы испытаний

#### Первые радиолокационные наблюдения баллистических ракет
Отсутствие данных об радиолокационных образах баллистических целей заставило, в опережающем темпе, развернуть на полигоне специальный экспериментальный радиолокатор РЭ-1 (после модернизации в 1958 г. именовался РЭ-2). 7 июля 1957 года, с временной пусковой установки был произведён запуск ракеты Р-2, РЭ впервые «увидел» баллистическую цель. Была практически подтверждена возможность локации баллистических ракет, оценены ЭПР боеголовки и корпуса ракеты, получены статистические данные, необходимые для разработки радиолокаторов точного наведения (РТН). Помимо проводок баллистических ракет, РЭ-2 в 1958 г., впервые, провёл локацию находящегося на орбите земли советского ИСЗ-3, использовалось целеуказание от кинотеодолита КТ-50. Данные о проводке целей регистрировались и обрабатывались в КБ-1 на ЭВМ «Стрела».
6 августа 1958 г. РЛС дальнего обнаружения «Дунай-2» впервые вышла в эфир и обнаружила в полете баллистическую ракету Р-5 на расстоянии 1000 км. 6 ноября, проведено первое формирование целеуказания на РТН.

#### Серия неудачных работ начального этапа
Пробные и настроечные проводки баллистических ракет Р-2, Р-5 и Р-12 системой «А» начали выполняться с августа 1958 года. 12 мая 1960 года состоялся первый пуск противоракеты В-1000 по заданной от ЭВМ траектории, из-за недоработок в программе (ОБП) ракета получила недопустимую по значению команду и вскоре разрушилась в полёте от перегрузки. В конце июня 1960 года прошла первая совместная проводка ракеты Р-5 РЛС «Дунай-2» и РТН. К осени 1960 г. испытания по функциональным подсистемам комплекса были завершены. Первая боевая работа системы, 5 ноября 1960 года, оказалась сорванной из-за аварии ракеты-цели Р-5, которая «завалилась» наполовину заданной дальности, не войдя в зону действия системы «А», затем последовало ещё около двадцати неудачных работ.
В ночь с 24 на 25 ноября 1960 года осуществлена первая успешная комплексная работа с перехватом ракеты Р-5. Несмотря на то, что цель прошла в пределах расчётного радиуса поражения В-1000, перехвата не произошло, боевая часть противоракеты конструкции А. В. Воронова оказалась недостаточно эффективной. Следующие ПР снаряжались новой БЧ конструкции Козорезова.
Затем последовал ещё ряд неудачных работ.
- 8 декабря. Неисправность ЭВМ М-40.
- 10 декабря. Отказ программного механизма противоракеты ПМК-60.
- 17 декабря. Неисправность блока приёмника в одном из РТН.
- 22 декабря. Ошибка оператора РДО Дунай-2.
- 23 декабря. Незапуск двигателя второй ступени противоракеты.

Несмотря на то, что каждая неудача тщательно анализировалась и проводились доработки, основной причиной срывов явилось низкое качество комплектующих. Стремясь получить положительный результат перед новым 1961 годом, Г. В. Кисунько решает провести непрерывный недельный прогон всей системы в режиме «Боевая работа» с целью выявления ненадёжных элементов. Число отказов резко сократилось, однако решающий пуск, 31 декабря, вновь оказался неудачным из-за ошибки оператора одного из РТН.
- 13 января. Пропадание сигнала ответчика противоракеты на 38,4 секунде полёта.
- 14 января, 18 января, 22 февраля и 2 марта. Неудачи связаны с нерешённой проблемой радиолокационной селекции боеголовки и корпуса ракеты. Система и её наземные компоненты работали безотказно. В ОКБ-30 разрабатывается аппаратура автоматической селекции цели для РТН.

Над проектом Кисунько нависла серьёзная угроза, в 1960 году его противнику — будущему министру радиопромышленности В. Д. Калмыкову удалось перевести КБ-1 и входящее в него СКБ-30 в свой Госкомитет, активизировались сторонники альтернативных систем ПРО Расплетин и Челомей.

#### Первое поражение баллистической цели
Произошло 4 марта 1961 года. Перехват осуществлён в 60 км от стартовой площадки противоракеты. По данным аппаратуры регистрации промах составил 31,8 м влево и 2,2 м по высоте при расчётном радиусе поражения 75 метров. Боеголовка ракеты Р-12 с весовым эквивалентом ядерного заряда разрушилась и частично сгорела в полёте. Аппаратура селекции двойной цели ещё не была смонтирована, в Р-12 производился увод корпуса ракеты.
Интересной особенностью было то, что в процессе работы произошла остановка боевой программы из-за неисправности ЭВМ, Сбой произошёл примерно на 4 минуте цикла, перед запуском подпрограммы построения траектории противоракеты произошёл взрыв одной из ламп в устройстве управления оперативной памятью ЭВМ М-40. Лампа была заменена дежурным персоналом и ЭВМ перезапущена. Для возможности быстрого перезапуска велась периодическая запись на магнитный барабан промежуточных данных, необходимых для возобновления работы боевой программы, в шкафах ЭВМ были предусмотрены специальные панели, в которых под накалом (для ускорения ввода в работу) стояли резервные лампы. После перезапуска система вновь вошла в боевой цикл и завершила его удачно в течение 145 секунд.
Впервые в мировой практике была продемонстрирована возможность перехвата и достаточно эффективного поражения головных частей баллистических ракет.

#### Комплексные экспериментальные работы
Испытания системы «А» продолжались до 1964 г. Из них большая часть в интересах проектируемой боевой системы ПРО А-35 и создания систем преодоления ПРО противника. Всего за период испытаний было выпущено около 100 противоракет. После 4 марта 1961 года проведено 16 пусков по реальным целям, 11 из них признаны успешными, 6 закончились поражением цели, 26 марта уничтожена в полёте ракета Р-5 с боевым тротиловым зарядом 500 кг. В апреле 1961 года проведена экспериментальная боевая работа с наведением только одним РТН-1 (ОБП-16) с улучшенной системой определения угловых координат. Достигнута приемлемая точность при условии оснащения противоракет ядерной боевой частью. Отрабатывались алгоритмы и программы наведения противоракеты по полю станции дальнего обнаружения, применения тепловой головки самонаведения и радиовзрывателя для подрыва боевой части противоракеты.
В 1961—1962 гг. проведены комплексные испытания систем преодоления ПРО с использованием БР Р-12.

Операция «Крот» оснащение боеголовки БР активным генератором помех, выдававшихся в ответ на зондирующие импульсы РТН.

Операция «Верба» выброс надувных и дипольных ложных целей.

Операция «Кактус» нанесение на боеголовку БР радиопоглощающих покрытий.
На основе накопленных в ходе испытаний данных были разработаны математические модели элементов системы, имеющие высокую точность имитации реальных процессов. Имитаторы радиолокаторов, цели и противоракеты, системы передачи команд, бортовое оборудование противоракеты и др. моделировались с помощью аналоговых (широко использовалась АВМ «Электрон») и цифровых вычислительных машин и способны были работать в режиме реального времени. На Балхашском полигоне и в Москве созданы комплексные испытательно-моделирующие стенды (КИМС), способные взаимодействовать между собой через линию правительственной связи. Проведение испытаний с применением математических моделей позволило отказаться от многих сложных и дорогостоящих комплексных натурных работ, а также проводить полунатурный эксперимент с пуском ракеты по условной цели или наведением условной ракеты на реальную цель.
С августа 1963 года средства системы «А» начали привлекаться к работам по контролю космического пространства, отрабатывалось обнаружение и определение координат космических объектов, оценка элементов орбиты, прогнозирование параметров движения, исследования радиолокационных характеристик и возможностей идентификации и селекции космических целей.

#### Испытания с ядерными взрывами серии «К»
Система А участвовала в испытаниях «К», в ходе которых были проведены две серии ядерных взрывов в космосе. В рамках «Системы А», целью испытаний было получение надёжных данных по поражающему действию высотных ядерных взрывов (ЯВ) и их воздействие на радиотехнические средства систем ПРО. Для решения этих задач во время каждой операции с пусковых столов полигона Капустин-Яр по одной и той же траектории запускались две баллистические ракеты Р-12 с разрывом в старте 0,15-0,3 секунды. Ядерная БЧ первой из них взрывалась, её взрыв воздействовал на ГЧ второй БР с регистраторами поражающего действия. Взрыв происходил в районе полигона Сары-Шаган примерно над площадкой № 2. Средства системы «А» должны были обнаружить ГЧ второй БР на фоне облака ядерного взрыва и навести на неё противоракету В-1000.
Октябрь 1961 года: «Операция К-1» — взрыв на высоте 300 км и «Операция К-2» взрыв на высоте 150 км. Мощность СБЧ составляла 1,2 кТ.
1962 год: «Операция К-3» (22 октября) — взрыв на высоте 300 км, «Операция К-4» (28 октября) взрыв на высоте 150 км, «Операция К-5» (1 ноября) взрыв на высоте 80 км при существенно больших мощностях заряда.
В ходе операций «К» получен очень ценный материал, тщательно обработанный и использованный при разработке и модернизации систем ПРО и СПРН. Станции дальнего обнаружения метрового диапазона волн «Дунай-2», и особенно «ЦСО-П», «ослеплялись» ядерным взрывом от ионизированных образований в атмосфере на десятки минут. Воздействие на радиолокаторы точного наведения, работавшие в сантиметровом диапазоне, были незначительными. Результаты испытаний потребовали повышения частот РЛС ДО боевых систем ПРО.
Кроме того, в операциях участвовали перевозимые РЛС различных частотных диапазонов и назначений, различная связная и электронная аппаратура, сосредоточенная вдоль трассы полёта БР и вблизи эпицентра подрыва СБЧ. В этом же районе были размещены представители живой природы. По траектории полёта работали ионосферные станции, проводились пуски метеозондов, геофизических ракет.

#### Списание комплекса и современное состояние
Испытания серии «К» стали последними по тематике противоракетной обороны, Систему «А» решено было списать, однако в интересах освоения космоса и совершенствования ракетной техники она использовалась до 1966 года. Велись проводки ИСЗ и БР, советских и американских, затем, оборудование было демонтировано, часть его отправлено в металлолом, часть в другие организации, учебные лаборатории военных и гражданских вузов. Принципы, опробованные в составе системы «А», легли в основу построения радиолокационных средств боевой системы ПРО А-35, которая начала создаваться с 1960 года.
Антенны каналов цели и противоракеты одного из РТН были переданы Физико-техническому институту АН Туркменской ССР. Также на основе радиолокатора канала цели был создан крупнейший в стране полноповоротный радиотелескоп РТ-15  и радиолокатор экспериментальный — РЭ-3, расположенный на Камчатском полигоне «Кура», который работал в комплексе с ЭВМ МП-40 (полупроводниковый клон ламповой ЭВМ М-40).
В 1961 году о системе «А» был снят научно-документальный фильм, который демонстрировался Н. С. Хрущеву в день его рождения 17 апреля 1962 года. С 1962 года работа создателей комплекса представлялась на соискание Ленинской премии как первопроходческая в области ПРО и получила её с пятого захода в 1966 году.
В г. Приозерск установлен памятник противоракете В-1000 на штатной пусковой установке СМ-71П .
В настоящее время полигон находится на территории Казахстана, Россия арендует некоторые площадки. Объекты «Системы А», в основном, разрушены, лучше всех сохранились строения на самой удалённой площадке № 2 , до недавнего времени там ещё стоял купол РТН.
19 февраля 2009 года в одной из московских школ (СОШ № 1051) открыт музей истории создания противоракетной обороны «Звезды в пустыне».

## Алгоритм работы и общая боевая программа (ОБП)
Новизной Системы «А» явилась «полная цифровизация». Впервые в СССР в качестве управляющей была применена цифровая вычислительная машина, ранее ЦЭВМ применялись исключительно для ускорения расчётов. Это позволило реализовать сложный алгоритм работы с минимальным участием человека и потребовало разработки соответствующего программного обеспечения — общей боевой программы (ОБП). ОБП запускалась на центральной ЭВМ М-40 и представляла собой около десятка подпрограмм, объединённых общим боевым алгоритмом (целеуказание РТН, расчёт времени и точки встречи противоракеты с целью, вывод противоракеты в точку встречи и др.), которые решали все задачи по управлению элементами системы «А».
Алгоритм работы противоракетной системы выглядел следующим образом:
- Перед началом перехвата включалась РЛС дальнего обнаружения «Дунай-2» и на ЭВМ М-40 (ГКВП) запускалась общая боевая программа в режим ожидания . Как только РЛС «Дунай-2», на дистанции 1000—1500 км, обнаруживала цель, ЭВМ получала её предварительные координаты и, по упрежденным координатам, рассчитывала углы установки узконаправленных антенн трёх радиолокаторов точного наведения (РТН) .
- На дистанции около 700 км РТН обнаруживали цель, операторы по радиолокационным образам выделяли из комплексной цели (боеголовка, корпус ракеты и его осколки) боеголовку и захватывали её на автосопровождение. Три разнесённые на местности РТН с высокой точностью определяли расстояние до цели, а ЭВМ по этим данным рассчитывала траекторию движения боеголовки (т. н. «Метод трех дальностей» или триангуляция).
- ЭВМ проводила пролонгацию траектории цели, определяла точку падения и попадание её в зону обороны стартовой позиции, рассчитывала траекторию вывода противоракеты, разворачивала пусковую установку в нужном направлении, после чего рассчитывала момент и выдавала команду на пуск противоракеты.
- После пуска противоракета первоначально захватывалась на автосопровождение станцией визирования противоракеты (РСВП), которая располагалась на стартовой позиции. По её данным рассчитывались углы установки антенн радиолокаторов сопровождения противоракеты, которые располагались на площадках рядом с РТН и управляли противоракетой по тому же принципу «трех дальностей».
- После начала сопровождения радиолокаторами противоракеты на РТН и вывода В-1000 на пролонгированную траекторию цели на встречных курсах запускался режим точного наведения, который длился 12-14 секунд. ЭВМ рассчитывала момент и выдавала команду на подрыв боевой части. На пути цели создавалось дискообразное облако осколков, движущееся навстречу цели со скоростью противоракеты (около 1,5 км/с). Атакующая боеголовка, пролетая через облако осколков, получала повреждения и разрушалась в атмосфере.

Основатель ОБП — сотрудник ИТМиВТ Евгений Алексеевич Волков. В 1955 году им, совместно с астрономом С. С. Токмалаевой, разработана программа для БЭСМ, позволяющая рассчитывать траекторию свободно летящего тела (боеголовки баллистической ракеты) в ближнем поле тяготения Земли по дискретным замерам РЛС.
В 1956 году Евгений Волков провёл анализ возможности высокоточного пролонгирования траектории по данным от трёх разнесённых на местности РЛС (метод трёх дальностей) в реальном времени. Результат оказался отрицательным, быстродействия тогда современных и перспективных ЭВМ было не достаточно. Волков предложил обрабатывать предварительно просуммированные пачками данные и уточнять траекторию с частотой 10 раз в секунду. Это позволило, при незначительной потери точности, в десятки раз снизить требования к быстродействию ЭВМ. Согласно предложению, в архитектуру М-40 были добавлены дополнительные устройства суммирования данных на входе и интерполяции на выходе (ВВВ).
После принятия решения о создании системы А общую боевую программу было поручено разработать ИТМиВТ АН СССР. Осенью 1956 года формируется рабочая группа из математиков — выпускников МГУ во главе с Евгением Волковым, которая начинает осваивать основы программирования БЭСМ и М-40. Позднее к группе Волкова были временно прикомандированы для обучения военные инженеры полигона «А» (в/ч 03080). В результате в ИТМиВТ и на полигоне образовалось два коллектива программистов, которые и создали ОБП. Значительный вклад в создание ОБП внёс также один из пионеров программирования в СССР Лев Николаевич Королев. Первые элементы ОБП начали отрабатываться на БЭСМ с использованием программы-имитатора команд М-40. Программы писались непосредственно в машинных кодах, задача осложнялась представлением чисел с фиксированной запятой, многочисленных источников информации, недостатком памяти, работой в реальном масштабе времени.
Для проведения различных испытаний ОБП непрерывно модернизировалась. Кроме того, был разработан комплекс вспомогательных программ функционального контроля системы и её средств.

## Основные элементы комплекса

#### РЭ-1 (РЭ-2) радиолокатор экспериментальный
Первый объект, введённый в строй на полигоне «А» (площадка № 2).
Непосредственно в работе системы не участвовал, но обеспечил получение первых экспериментальных данных о радиолокационных образах баллистических целей.
Начало разработки РЭ-1 — август 1955 г. (СКБ-30), начало строительства — 1956 г. 7 июля 1957 года впервые обнаружена в полёте баллистическая ракета Р-2.
Представлял собой однолучевой радиолокатор с полноповоротной двухзеркальной антенной РЭ-10 диаметром 15 м, запитанной от рупорного облучателя. Сферический обтекатель антенны вращался вместе с ней по двум осям. Передающее устройство РЭ-1, на базе хорошо освоенной РЛС Б-200 системы ПВО С-25, обеспечивало импульсную мощность 2 МВт и работало в диапазоне 10 см. Приёмник — супергетеродин с двойным преобразованием частоты - имел 2 канала усиления с линейной и логарифмической характеристиками. Выходной сигнал с осциллографических трубок регистрировался на фото- и видеоплёнку.
Поскольку системы измерения угловых координат и автосопровождения отсутствовали, наведение проводилось вручную оптическим телескопом КТ-50, связанным следящими электроприводами на сельсинах с антенной. Работы велись в часы видимости цели (рассвет, закат). На радиолокаторе изучались РЛ-характеристики БР Р-2, Р-5 и Р-12 на конечном этапе полёта. Максимальная дальность обнаружения целей составила около 400 км. Измеренная поверхность рассеяния (ЭПР) головных частей ракет составила около 0,3 м², корпуса — более 10 кв. м.
В 1958 г. РЛС была модернизирована и получила наименование РЭ-2.
Новое передающее устройство с мощностью в импульсе 10 МВт работало на частотах строящихся РЛС точного наведения. Было проведено тщательное измерение параметров радиоканала и его калибровка по эталонным сферам, запускаемым на шарах-метеозондах. Результаты работы фиксировались авиационными кинокамерами АКС-40, специальными камерами РЭ-803 и шлейфовыми осциллографами.
В 1958 г. впервые проводились проводки на орбите советского искусственного спутника Земли № 3.
РЭ-2 работал до 1964 г.
Следующими в серии «РЭ» были:
РЭ-3 на базе радиолокатора точного наведения (РТН) системы «А», измерительный пункт ИП-11, пос. Ука, полигон «Кура», Камчатка (1961—1975 г.).
РЭ-4 на базе радиолокатора канала цели (РКЦ-35) системы ПРО А-35, полигон «Сары-Шаган», площадка № 38.

#### РТН радиолокаторы точного наведения[14][15]
Радиолокаторы точного наведения РТН-1 (площадка № 1), РТН-2 (площадка № 2) и РТН-3 (площадка № 3), являлись главным измерительным инструментом системы. Все РТН, работая в непрерывном взаимодействии с ЭВМ М-40 (ГКВЦ), реализовывали метод триангуляции (трёх дальностей), раздельно по цели и по противоракете. Для этого каждый радиолокатор имел две антенные системы, малая (РС-11) работала по изделию (противоракете), большая (РС-10) по цели — атакующей боеголовке. Обеспечение поражения головной части осколочным боезарядом на расстояниях около 100 км, потребовало от РТН исключительно высокой точности. Все три объекта, с высокой точностью, географически привязывались к вершинам равностороннего треугольника, вписанного в окружность радиуса 85 км, с центром вблизи предполагаемой точки падения баллистических ракет.
Каждый РТН представлял собой комплекс из радиолокатора канала цели, радиолокатора канала противоракеты и здания с инженерным оборудованием.
Радиолокатор канала цели имел приемно-передающую антенну РС-10, построенную по двухзеркальной схеме Кассегрена. Главное параболическое зеркало диаметром 15 м, изготовлено с допустимым отколонением менее 2 мм. В фокусе антенны устанавливался 4-рупорный облучатель. В передающем режиме все рупоры работали синфазно, формируя остронаправленный луч 0,7 х 0,7 град., при работе на приём формировались четыре смещённых луча, создававших мгновенное равносигнальное направление на цель. Максимальная дальность захвата цели составила около 700 км.
Для возможности проводки цели через зенитную область, неподвижная ось опорно-поворотных устройств антенн РС-10, РС-11 располагалась горизонтально. Масса подвижной части антенной системы РС-10 составляла 92 т. Силовые приводы мощностью по осям 70 и 40 кВт, работали в комплексе с цифровой следящей системой и обеспечивали наведение на цель в пределах 0-180 град. с ошибками не более нескольких угловых минут при скорости перемещения по каждой оси 13 град/с и ускорении до 3 град/с. Оптико-механические датчики преобразовывали угловые положения в 14-разрядный цифровой код. Угловые координаты цели в рабочих алгоритмах работы системы «А» использовались как вспомогательные.
Передающее устройство генерировало сигналы двух длительностей — 3 мкс и 0,5 мкс для функционирования, соответственно, на предварительной и главной ступенях работы. Специально разработанные мощные магнетроны «Канал» обеспечивали импульсную мощность передатчика 30 МВт.
Приёмное устройство каналов цели и противоракеты представляли собой супергетеродины с двойным преобразованием частоты и широким динамическим диапазоном. Входные усилители были построены на специально разработанных малошумящих ЛБВ «Тростник». С выхода приёмного устройства сигнал поступал на дальномерное устройство, индикаторы, следящую систему и контрольно-регистрирующую аппаратуру.
Дальномерные устройства строились на цифровом принципе, дальность до цели и ПР выводилась в виде 22 разрядного двоичного кода. Инструментальная ошибка измерения составляла менее 0,2 м, аппаратурная ошибка в промежутках между проведением юстировочных работ менее 0,75 м.
Для исключения временных ошибок, связанных с большим пространственным разносом РТН, работа РЛС и передача данных по радиорелейной линии связи жёстко привязывались к системе единого времени полигона (СЕВ) синхронизатором РТН. Кварцевый генератор, обеспечивающий синхронную работу, находился в термостате и располагался в шахте глубиной 25 м.
Задачи автосопровождения решались 20-разрядным вычислительным устройством РС-40В с быстродействием 50 тыс. операций в сек. Это же устройство обеспечивало контроль РТН с помощью имитационной аппаратуры по тест-программам и задачу автоматической юстировки канала цели и канала противоракеты. На расстоянии около 900 м от каждого РТН, располагались 80 метровые измерительные вышки с антеннами, соединёнными волноводным трактом со зданием РТН. На удалении около 15 км находились уголковые отражатели. Разноканальность передающих устройств по уголковому отражателю периодически вносилась в память котировочных поправок.
Антенна радиолокатора канала изделия (противоракеты) РС-11 имела меньшие размеры. Диаметр главного зеркала 4,6 м, масса подвижной части — 8 т, мощность приводов 2 кВт по каждой оси, импульсная мощность передатчика 1 МВт. В отличие от РС-10, использовался одноканальный облучатель с круговой поляризацией и отсутствовала система автосопровождения. Наведение луча непрерывно осуществлялось с ГКВЦ по командам ЭВМ М-40.
Для исключения взаимного влияния, радиолокаторы цели и противоракеты работали на разнесённых несущих частотах и частотах повторения.
Для антенн РС-10 и РС-11, впервые в СССР, разработаны и изготовлены радиопрозрачные укрытия (антенные обтекатели). Жёсткие укрытия «Купол-10» и «Купол-11» представляли собой усечённые многогранники, диаметром 35 и 15,5 метра из сотового материала с высотой сот 110 мм. Для антенн РС-10 также применялись надувные укрытия из прорезиненного капрона диаметром 36 метров с внутренним избыточным давлением 20-80 мм вод.ст.
В создании радиолокаторов точного наведения принимали участие СКБ-30, Радиотехнический институт Академии наук (РТИ), Центральный научно-исследовательский институт автоматики и гидравлики (ЦНИИАГ), машиностроительный и авиационный заводы г. Горький.

#### «Дунай-2» радиолокатор дальнего обнаружения
Разработка РЛС дальнего обнаружения самолётов и баллистических целей «Дунай» начата в инициативном порядке в ОКБ завода № 37 и НИИ-108 (ныне — ЦНИРТИ, руководитель А. И. Берг) в январе 1954 года. Первенец семейства — макетный локатор «Дунай-1», испытывался в окрестностях Москвы в конце 1955 года. Результаты намного превзошли всё, что было достигнуто на самых лучших отечественных станциях. Руководил НИР Владимир Пантелеймонович Сосульников.
Задание на разработку эскизного проекта РЛС для системы ПРО выдано в 1956 г.
Дунай-2 представлял собой РЛС непрерывного излучения дециметрового диапазона с линейной частотной модуляцией (ЛЧМ). Антенные устройства выполнены в виде параболических цилиндрических зеркал с облучателями из волноводов с замедляющей структурой и щелевыми излучателями. Угол места измерялся амплитудно-фазовым методом при двухэтажной конструкции приёмной антенны.
Строительство «Дунай-2» началось в августе 1957 года на берегу озера Балхаш, южнее Приозерска, в 80 км от района падения головных частей баллистических ракет (точка Т-2).
На передающей позиции (площадка № 15) располагались два синхронных генератора мощностью по 40 кВт, работающие на одну антенну шириной 150 и высотой 8 метров. Антенна формировала в пространстве две диаграммы направленности размером 0,6 на 16 град.
Приёмная позиция располагалась в 1 км севернее (площадка № 14), антенна имела ширину 150 м и высоту 25 м. В технологическом здании размещались комплекс аппаратуры обнаружения, захвата и автоматического сопровождения целей, пульт управления и индикаторное устройство станции.
6 августа 1958 г. РЛС «Дунай-2» впервые вышла в эфир и обнаружила в полете баллистическую ракету Р-5 на расстоянии 1000 км. 6 ноября проведено первое автоматическое обнаружение и сопровождение ракеты с измерением координат и формированием целеуказания на РТН.
Станция достигла максимальной дальности обнаружения 1200 км, точности выдачи координат 1 км по дальности, 0,5 градуса по углам.
После окончания комплексных испытаний РЛС «Дунай-2» в составе Системы «А» на её базе в 1967—1968 гг. была создана станция «Дунай-3УП», которая являлась экспериментальным образцом боевой РЛС ДО «Дунай-3У» системы ПРО А-35.

#### ЦСО-П радиолокатор дальнего обнаружения
«Центральная станция обнаружения — предварительная» (ЦСО-П) разрабатывалась в Радиотехнической лаборатории АН СССР (РАЛАН, позднее Радиотехнический институт — РТИ) под руководством М. М. Вейсбейна и А. Л. Минца как РЛС дальнего обнаружения «зональной системы ПРО». После закрытия проекта «зональной системы» в пользу Системы «А», строилась на полигоне как альтернативный вариант РЛС дальнего обнаружения (ДО).
Представляла собой импульсную станцию метрового диапазона с частотным сканированием в азимутальной плоскости и фазовым измерением угла места, имела одну антенную позицию с рупорной антенной длиной 250 м, высотой 15 м. Управление планировалось осуществлять при помощи специальной ЭВМ М-4. Для увеличения дальности в РЛС использовались импульсные сигналы большой длительности (200 мксек). Размещалась на площадке № 8 полигона «А», недалеко от РЛС «Дунай-2».
Монтаж завершён в апреле 1960 года, 17 сентября 1961 года станция впервые обнаружила и сопровождала цели, автономные испытания завершены в декабре 1961 года. Проработала на полигоне до конца 60-х годов. В Систему «А» включена не была (участвовала в испытаниях автономно) по причине недостаточной точности целеуказания, хотя была несколько проще и дешевле РЛС «Дунай-2». Также имелись трудности с ЭВМ М-4, приведшими впоследствии к замене её аппаратными средствами.
На ЦСО-П были отработаны многие аппаратурные решения и методы обработки радиолокационной информации, использованные в последующих поколениях РЛС. На базе двух модернизированных ЦСО-П с новой полупроводниковой ЭВМ М-2, позднее, была разработана серия РЛС СПРН «Днестр».

#### Главный командно-вычислительный пункт (ГКВП), ЭВМ М-40 и М-50
ГКВП находился в административном центре полигона (площадка № 40). Он состоял из машинного зала (500 кв.м.) с управляющей ЭВМ М-40, ЭВМ общего применения М-50 и центральной индикаторной станции (ЦИС). При проведении боевых работ ГКВП обслуживал расчёт программистов во главе с ответственным представителем главного конструктора.
ЦИС — пульт управления системой «А», в нём размещался пульт-индикатор (ПИ), на котором отображалось время до и после запуска противоракеты, команды, сигналы с управляемых объектов, точки стояния РТН и стартовой позиции. На экранах отображались отметки полёта цели и противоракеты с текущими отклонениями от расчётной точки наведения.
М-40 Управляющая ЭВМ, ядро ГКВЦ и «мозг» всей системы «А». В процессе перехвата целей на ней запускалась общая боевая программа (ОБП), обеспечивая выполнение всех вычислительных операций и управление элементами Системы «А» в режиме реального времени. ЭВМ была разработана специально для нужд ПРО в ИТМ и ВТ АН СССР в 1958 году (по другим данным, в 1956 г.), введена в строй осенью 1959 г., главный конструктор С. А. Лебедев. Ведущий разработчик и технический руководитель проекта Всеволод Бурцев. Представляла собой 36-разрядную (по другим данным 37-разрядную) ЭВМ 1-го поколения на ламповых триггерных ячейках и феррит-транзисторных элементах, вычисления производились с фиксированной запятой. Средняя производительность 40 000 операций в секунду (сложение 300 000 оп./с, умножение 50 000 оп./с). ОЗУ на ферритовых сердечниках имело 4096 40-разрядных ячеек, внешнее ЗУ — 4 магнитных барабана по 4096 слов каждый. Программирование велось в машинном коде, программы вводились с перфокарт и перфолент.
М-50 введена в строй в 1959 году. Являлась модификацией М-40, поддерживала числа с плавающей запятой, использовалась для математического моделирования и обработки записанной в ходе боевой работы цифровой и аналоговой информации.
Для достижения высокой производительности, в М-40 В. С. Бурцев существенно пересмотрел принципы организации ЭВМ. Устройство управления командами (УК), арифметическое устройство (АУ), оперативное запоминающее устройство (ОЗУ) и блок управления внешними устройствами (УВУ) имели автономное управление и работали параллельно, обращаясь к ОЗУ через мультиплексный канал. Обмен с внешними устройствами осуществлял второй процессор ввода-вывода (ПВВ), работающий по жёсткой программе. По дуплексным асинхронным линиям связи, к ЭВМ подключалось 5 удалённых корреспондентов: РЛС ДО «Дунай-2», стартовая площадка № 6 — противоракета, три радиолокатора точного наведения (РТН-1, РТН-2, РТН-3). Общий темп поступления информации превосходил 1 Мбит/с. Для разгрузки ЭВМ данные от РТН суммировались ПВВ и поступали на обработку пачками с частотой 10 Гц. Одновременно М-40 осуществляла запись на внешнее ЗУ экспресс-информации для последующей обработки на М-50. Вся входная и выходная информация регистрировалась на магнитные ленты контрольно-регистрирующей аппаратурой, что давало возможность в реальном масштабе времени многократно моделировать и анализировать каждый пуск. Для выполнения этой задачи ЭВМ М-40 и М-50 были связаны межмашинным обменом и имели развитую систему прерываний.
Дальнейшим развитием линейки машин М-40, М-50 стали 5Э92, 5Э92б и серийная 5Э51.

#### В-1000 противоракета
Разработка началась в ноябре 1956 года. ОКБ-2 (МКБ «Факел») Генеральный конструктор П. Д. Грушин. Ведущие конструкторы Семен Гершевич Гришпун (1956—1958 г.), Владимир Александрович Ермоленко (с 1958 г.). Первые противоракеты собраны на опытном производстве МКБ «Факел», серийный выпуск продолжился на Долгопрудненском машиностроительном заводе с 1959 года. Всего было собрано около 100 изделий.
Стартовая масса ракеты — 8785 кг, длина корпуса — 14,5 м, 1-я ступень — ТРД ПРД-33 тягой 200 т, 2-я ступень — ЖРД С3.42Б переменной тяги 3—10,5 т, масса боевой части 500 кг, время готовности к пуску 30 с, время полёта 55 с, дальность управляемого полёта 60 км, высота перехвата 23—28 км. На высотах 22—28 км ракета имела скорость 1500 м/с и способность маневрировать с перегрузками 2—3 ед.
Ракета В-1000 запускалась с одной из двух специально разработанных пусковых установок СМ-71П, которые находились на стартовой позиции полигона (площадка № 6). Перед пуском, по командам с центральной вычислительной станции, пусковая установка разворачивалась на заданный азимут и поднималась на фиксированный угол старта — 78 градусов. Первый бросковый пуск состоялся 13 октября 1957 г. 31 августа 1958 г. ракета впервые достигла максимальной скорости полёта.
По сути, В-1000 являлась вариантом традиционной зенитной ракеты с экстра-характеристиками и рассматривалась Григорием Кисунько как функционально-макетный заменитель перспективной противоракеты заатмосферной зоны, которую ещё предстояло создать. В-1000 значительно превосходила лучшую на тот момент ракету В-750 (изделие 1Д) комплекса ПВО С-75 по массе боезаряда в 3 раза, по скорости поражаемой цели более чем в 5 раз, почти в 2 раза по дальности управляемого полёта, и на несколько километров по высоте перехвата цели. Время готовности к пуску уменьшилось с единиц минут до 30 сек. Масса В-1000 и тяга её двигателей была в 4 раза больше, чем у В-750. В автопилоте (СКБ-36 КБ-1 Пётр Михайлович Кириллов) работали демпфирующие гироскопы, измеряющие угловые скорости движения по курсу, тангажу и крену, а также свободный гироскоп, измеряющий углы крена с временем запуска 30 сек. Электронику автопилота впервые удалось создать исключительно на полупроводниковых элементах с применением печатных плат.
В-1000 была хорошо освоена в производстве, на её основе в ОКБ Долгопрудненского машзавода созданы исследовательские ракеты: Я2ТА (отработка аппаратуры внешнетраекторных измерений), 1Я2ТА (исследования электрореактивных плазменно-ионных двигателей в околоземном пространстве), 2Я2ТА (исследования обтекателей тепловой головки самонаведения), С1А (исследования возможности теплового самонаведения в противоракетной обороне), 20ДО (забор проб из радиоактивного облака ядерного взрыва).

#### Боевая часть противоракеты[22]
Техзадание на боевую часть противоракеты было выдано в 1955 году
- Предполагаемый промах: 75 метров
- Вес боевой части: 500—600 кг
- Высота: 25 км
- Скорость противоракеты: 1,5 км/с
- Относительная скорость встречи: 3,5—4 км/с

В отличие от самолёта, боеголовка БР имела небольшие размеры и прочный корпус (около 150 мм теплозащитного покрытия + 10 мм металлической оболочки), который необходимо пробить под острым углом встречи и вывести из строя находящееся внутри ядерное ВУ. Специфика задачи потребовала разработку принципиально новой конструкции.
Главным конструктором БЧ противоракеты был утверждён А. В. Воронов. В этих БЧ, как и в противосамолетных, в качестве поражающего элемента использовались стальные стержни. Однако, в ходе испытаний оказалось, что энергии стержня недостаточно для эффективного поражения боеголовки БР. Соударяясь с ней под острым углом, стержень скользил по её корпусу, постепенно теряя энергию.
Успех принесла работа ГСКБ-47 МОП, проведённая под руководством К. И. Козорезова. В ходе многочисленных экспериментов он создал более эффективную БЧ с активным поражающим элементом (ПЭ) типа «вишня в шоколаде». ПЭ представлял собой полый металлический шарик диаметром 24 мм, заполненный взрывчатым веществом, в центре размещался монолитный шарик диаметром 8 мм из сплава кобальта и карбида вольфрама. Боевая часть противоракеты, массой 500 кг, содержала 15000 ПЭ (в позднем варианте 16000). Чтобы создать на пути цели равномерное дискообразное поле, предварительно, при помощи детонирующих шнуров, разрушалась внешняя оболочка ракеты, затем срабатывал метательный заряд из смеси тротила и пороха. Шарики выбрасывались перпендикулярно оси противоракеты, образуя на пути цели круговое поражающее поле. Для образования равномерного поля диаметром 50-75 метров БЧ срабатывала с упреждением около 0,3 сек. Столкновение боеголовки БР с поражающим элементом вызывало ударную детонацию ПЭ, это облегчало пробитие корпуса. Центральный шарик проникал внутрь боеголовки БР и выводил из строя ядерный заряд. Кроме того, боеголовка с повреждённой теплоизоляцией разрушалась в атмосфере под воздействием набегающего потока воздуха. Именно такой БЧ был осуществлён первый перехват 4 марта 1961 года.

#### Система передачи данных[26]
Строилась на базе подвижных радиорелейных станций (РРС) Р-400, Р-400М. Каждая станция состояла из радиоэлектронной части, антенно-мачтовых устройств и дизель-генератора, которые монтировались на 3-х автомобилях ЗИЛ-157. Диапазон рабочих частот станции 1550—1750 МГц. Антенно-фидерное устройство состояло из 4-х параболических антенн диаметром по 1,5 м на мачте высотой 20 м, основная информация передавалась в цифровом виде, применялась фазоимпульсная модуляция с временным разделением каналов. Для осуществления связи между объектами Системы «А» было развёрнуто 17 станций.

#### Измерительный комплекс
Первые оптические измерительные средства на полигоне использовались для обслуживания радиолокатора РЭ-1 с 1957 года и состояли из двух кинотелескопов КТ-50 и аппаратуры службы единого времени (СЕВ).
Организационно, на основании директивы Главного штаба Войск ПВО от 18 мая 1961 года, на полигоне были образованы два управления — 3-е управление полигонных измерений и 4-е управление специальных вычислений. К этому моменту измерительный комплекс включал в себя семь площадок (измерительных пунктов) ИП-16, ИП-17, ИП-18, ИП-20, ИП-21, ИП-22, ИП-24, каждый объект обслуживала отдельная войсковая часть. Пункты оснащались кинофототеодолитами КТ-50, КФТ-10/20, скоростными кинотелескопами СКТ-1, СКТ-60, фазовыми радиопеленгаторами «Иртыш-Д» (позднее «Висла-М»), РЛС «Амур» и «Бинокль-Д». В состав измерительного комплекса входила также команда подвижных измерительных средств. Для обработки результатов использовались ЭВМ М-205 (НИЭМ) и ЭВМ М-100.
Измерительный комплекс полигона продолжал развиваться и после окончания работ по системе «А». К моменту наступления пика интенсивности испытаний (1975 г.) он состоял из 17 измерительных пунктов с общей протяжённостью измерительных трасс около 700 км.

## Сравнительная характеристика
| Основные сведения и тактико-технические характеристики стратегических комплексов (систем) противоракетной обороны СССР и России | Основные сведения и тактико-технические характеристики стратегических комплексов (систем) противоракетной обороны СССР и России | Основные сведения и тактико-технические характеристики стратегических комплексов (систем) противоракетной обороны СССР и России | Основные сведения и тактико-технические характеристики стратегических комплексов (систем) противоракетной обороны СССР и России | Основные сведения и тактико-технические характеристики стратегических комплексов (систем) противоракетной обороны СССР и России | Основные сведения и тактико-технические характеристики стратегических комплексов (систем) противоракетной обороны СССР и России | Основные сведения и тактико-технические характеристики стратегических комплексов (систем) противоракетной обороны СССР и России | Основные сведения и тактико-технические характеристики стратегических комплексов (систем) противоракетной обороны СССР и России | Основные сведения и тактико-технические характеристики стратегических комплексов (систем) противоракетной обороны СССР и России | Основные сведения и тактико-технические характеристики стратегических комплексов (систем) противоракетной обороны СССР и России | Основные сведения и тактико-технические характеристики стратегических комплексов (систем) противоракетной обороны СССР и России |
| Характеристики | Наименование комплекса (системы) ПРО                                                                                            | Наименование комплекса (системы) ПРО                                                                                            | Наименование комплекса (системы) ПРО                                                                                            | Наименование комплекса (системы) ПРО                                                                                            | Наименование комплекса (системы) ПРО                                                                                            | Наименование комплекса (системы) ПРО                                                                                            | Наименование комплекса (системы) ПРО                                                                                            | Наименование комплекса (системы) ПРО                                                                                            | Наименование комплекса (системы) ПРО                                                                                            | Наименование комплекса (системы) ПРО                                                                                            |
| Характеристики | «А» | «А-35» | «А-35Т» | «А-35М» | «С-225» | «С-375» | «А-135» | «А-135» | «А-235» | «А-235» |
| --- | --- | --- | --- | --- | --- | --- | --- | --- | --- | --- |
| Разработчик (изготовитель) | СКБ-30, МКБ «Факел» | ЦНПО «Вымпел», МКБ «Факел» | СКБ-30 | ЦНПО «Вымпел», МКБ «Факел» | ЦКБ «Алмаз» | ЦКБ «Алмаз» | ЦНПО «Вымпел», МКБ «Факел», ЕМКБ «Новатор»                                                                                      | ЦНПО «Вымпел», МКБ «Факел», ЕМКБ «Новатор»                                                                                      | ЦНПО «Вымпел» | ЦНПО «Вымпел» |
| Год(ы) окончания проекта | 1961—1963 | 1972—1974 | 1973 | 1978 | 1985 | 1991 | 1995 | 1995 | ?? | ?? |
| Принятие на вооружение | Нет | Да | Нет | Да | Нет | Нет | Да | Да | Н/д | Н/д |
| Тип ракеты | В-1000 | А-350Ж | А-350М | А-350Р | ПРС-1 / В-825 | ПРС-1 | 51Т6 типа А-350 | 53Т6 | 51Т6 мод. | 14Ц033 |
| Число ступеней | 2 | 2 | 2 | 2 | 2 | 2 | 2 | - | 2 | 2 |
| Тип двигателя (стартовый/маршевый) | РДТТ/ЖРД | РДТТ/ЖРД | РДТТ/ЖРД | РДТТ/ЖРД | РДТТ/РДТТ | РДТТ/РДТТ | РДТТ/ЖРД | РДТТ | РДТТ/ЖРД | ЖРД/ЖРД |
| Тип боевой части | о.-ф., ядерная | ядерная | ядерная | ядерная | ядерная | ядерная | ядерная | ядерная | ядерная | о.-ф., ядерная |
| Стартовая масса ракеты, т | — | 33 | — | 33 | — | — | 33 | 10 | — | 9,6 |
| Длина ракеты, м | 12,4—14,5 | 19,8 | — | 19,8 | — | — | 19,8 | 10,0 | — | — |
| Диаметр корпуса, м | 1,0 | 2,57 | — | 2,57 | — | — | 2,57 | 1,0 | — | — |
| Дальность действия, км | — | 350 | — | 350 | — | 500—1000 | 350 | 80 | 1000—1500 | 200—300 |
| Скорость полёта, м/с | 1000 | — | — | — | — | 2000—5000 | — | 3000 | — | — |
| Система наведения | радиокомандная | радиокомандная | радиокомандная | радиокомандная | радиокомандная | радиокомандная | радиокомандная | радиокомандная | радиокомандная | радиокомандная |
| Источник информации: Щит России: системы противоракетной обороны. — М.: Изд-во МГТУ им. Н. Э. Баумана, 2009. — С. 270. — 504 с. — ISBN 978-5-7038-3249-3. Примечание: Проекты А-35Т, С-225 и С-375 были прекращены на различных стадиях проведения опытно-конструкторских работ. Проект А-235 находится на стадии полигонных испытаний. | | | | | | | | | | |

## Объекты Системы «А» на карте
площадка № 1 (РТН)

площадка № 2 (РТН)

площадка № 3 (РТН)

площадка № 6 (стартовый комплекс)

РЛС «Дунай» (Площадки № 14, № 15)

ЦСО-П (Площадка № 8)

ГКВЦ (Площадка № 40).